# Medinilla banahaensis
Medinilla banahaensis är en tvåhjärtbladig växtart som beskrevs av Adolph Daniel Edward Elmer. Medinilla banahaensis ingår i släktet Medinilla och familjen Melastomataceae. Inga underarter finns listade i Catalogue of Life.